# 迭代学习控制
迭代学习控制（Iterative Learning Control、ILC）是一种对做重复动作的轨迹跟踪系统的控制方法。例如机器手臂控制、化工反应过程控制、试验钻探等。这些系统都具备多次準確重复同一动作的特性。其動作的目標是在有限的時間區間內，準確的追蹤給定的參考訊號{\displaystyle r(t)}。
通过使用先前动作中的数据信息，可以通过迭代寻找到合适的控制输入。这种模式理论上可以获得非常精确的跟踪轨迹，最典型的迭代学习率可以表达为：
{\displaystyle u_{k+1}=u_{k}+L*e_{k}}
{\displaystyle u_{k}}是第{\displaystyle k}次迭代的输入信号，{\displaystyle e_{k}}是第{\displaystyle k}次过程的跟踪误差，{\displaystyle L}是学习参数，通常叫做学习增益。
实际的控制中存在着一类估计跟踪问题，他的控制任务是寻找控制律{\displaystyle u(t)},使得被控对象的输出{\displaystyle y(t)}在有限的时间{\displaystyle [0,T]}上沿着整个期望的轨迹实现零误差轨迹跟踪。迭代学习控制的思想最初是有日本学者Uchiyama于1978年提出的，与1984年有Arimoto等人做处理开创性的研究。这些学者借鉴人们在重复过程中追求满意指标达到期望行为的简单原理，成功地使得具有强耦合非线性多变量的工业机器人快速高精度的执行轨迹跟踪任务。
其基本做法就是：对于一个在有限时间区间内执行轨迹跟踪任务的机器人，利用前一次或前几次操作的误差修正控制信息输入，使得该重复任务在下一次操作过程中做的更好。如此不断的重复，直至整个时间区间内输出的轨迹跟踪期望的轨迹。
ILC适合于具有重复运动性质的被控对象，通过迭代修正达到某种控制目标的的改善。迭代学习控制不依赖于系统的精确数学描述模型，能在给定的时间范围内，以非常简单的算法实现不确定性高的非线性强耦合动态系统控制，并高精度的跟踪给定的期望轨迹，因而一诞生，就在运动控制的领域得到了广泛的应用。